# آخرین وگاس
آخرین وگاس فیلم کمدی آمریکایی، محصول سال ۲۰۱۳ و به کارگردانی جان ترتلتاب می‌باشد. بازیگران اصلی فیلم شامل مایکل داگلاس، رابرت د نیرو، مورگان فریمن و کوین کلاین هست و فیلم در ۱ نوامبر ۲۰۱۳ در آمریکا منتشر شد.

## داستان
چهار دوست که همگی بالای ۶۰ سال سن دارند تصمیم می‌گیرند برای آخرین بار به شکل مجردی و برای تفریح به لاس وگاس بروند...

## بازیگران
- مایکل داگلاس
- رابرت دنیرو
- مورگان فریمن
- کوین کلاین
- مری استینبورگن
- مایکل ایلی
- ۵۰ سنت
- جوانا گلیسون
- بری بلیر
- راجر بارت

## فروش
تا ۵ دسامبر ۲۰۱۳، فروش فیلم در آمریکای شمالی ۵۹.۳۲۱.۶۰۸ دلار و در سایر نقاط دنیا ۱۹.۲۷۸.۶۵۵ دلار بوده‌است که در مجموع به شکل جهانی برابر است با چیزی حدود ۷۸.۶۰۰.۲۶۳ دلار.

## پیوند
- وب‌گاه رسمی بایگانی‌شده  در ۱۵ نوامبر ۲۰۱۳ توسط Wayback Machine
- آخرین وگاس در بانک اطلاعات اینترنتی فیلم‌ها